# عبدالمجید مارو والا
عبدالمجید مارو والا (انگلیسی: Abdul Majeed Maruwala؛ زادهٔ ۱ فوریهٔ ۱۹۶۳) کشتی‌گیر اهل پاکستان بود.